# Jan Zrzavý
Jan Zrzavý, né le 5 novembre 1890 à Okrouhlice et mort le 12 octobre 1977 à Prague, est un peintre tchécoslovaque.

## Biographie
Jan Zrzavý est né le 5 novembre 1890 à Okrouhlice. Il étudie à l'École des arts appliqués de Prague pendant deux ans avant d'être exclu.
Après la Seconde Guerre mondiale, il devient professeur à l'Université Palacký d'Olomouc de 1947 à 1950. Il obtient une reconnaissance internationale durant les années 1950 et 1960. Il est honoré du titre d'artiste national en 1965.

## Œuvres
- Údolí smutku (1908)
- Kázání na hoře (1912)
- Krasavec (1913)
- Zátiší s konvalinkami (1913)
- Melancholie II (1920)
- Camaret (1932)
- Veles (1929)
- Kleopatra II (1942–1957)